# リノール酸
リノール酸（リノールさん、英: linoleic acid、数値表現 18:2(n-6)または18:2(Δ9,12)）は、炭素数18の不飽和脂肪酸の1種である。9位と12位に炭素炭素間のシス型二重結合を2つ持っており、18:2(n-6) とも表記される n-6系の多価不飽和脂肪酸であり、ヒトの体内で合成できない必須脂肪酸である。
植物または微生物中で、ω6位に二重結合を作るΔ12-脂肪酸デサチュラーゼ によりオレイン酸の二重結合が1個増えてリノール酸が生成される。ヒトを含めた動物はΔ12-脂肪酸デサチュラーゼを有していないので自らリノール酸を合成することができない。
リノール (linoleic) はギリシャ語の linon（亜麻）oleic（油）に由来する。oleic はオレイン酸 (oleic acid) の由来でもある。

## 生理

必須脂肪酸の代謝経路とエイコサノイドの形成。

植物油に多く含まれ、特にベニバナ油（サフラワー油）やコーン油（52-58%）、大豆油（52-58%）に多い。ヒトを含めた動物の体内ではリノール酸の不飽和化、炭素鎖の長鎖化が進行し、アラキドン酸からアラキドン酸カスケードと呼ばれる生体反応を経てプロスタグランジンなどの生理活性物質の原料となるほか、細胞膜の膜脂質として多く見られる。
n-6系の必須脂肪酸である。これはヒトを含む哺乳動物において、食餌からの摂取が不可欠であるためである。n-6系の必須脂肪酸の欠乏により、髪のパサつきや抜け毛などのほか、創傷の治癒の遅れが見られる。また、血中コレステロール値や中性脂肪値を一時的に低下させる作用を持つ。
しかしながら、過度の摂取はアレルギーを悪化させる。2013年の研究結果では、日常で摂取する飽和脂肪酸の一部（15%程度）をリノール酸に置き換えた場合、全死因死亡、心血管死亡、冠疾患死亡リスクが上昇する可能性が指摘されている。
不飽和脂肪酸に共通する性質は不飽和脂肪酸の項に詳しい。

## 必要摂取量
2004年に国際的に脂質を評価しているISSFAL(International Society for the Study of Fatty Acids and Lipids)は、リノール酸の適正な摂取量は全カロリーの2%（4-5g）としている。日本の1999年の報告では、リノール酸を2.4%（5-8g）が適正だとされた。

## 工業的用途
石鹸や乳化剤などの製造に用いられる。また、肌の保湿や、ニキビなどに対する局所的な抗炎症作用など肌に良い性質を持ち、化粧品にも使われている。